# Эскадрилья № 6 ВВС Австралии
Эскадрилья №6 ВВС Австралии (англ. No. 6 Squadron RAAF) - эскадрилья Королевских ВВС Австралии, сформированная в 1917 году. На ней базировались множество различных боевых самолётов. Сейчас там базируются истребители-бомбардировщики F/A-18F Super Hornet.

## История
Шестая эскадрилья была сформирована 15 июня 1917 года в Паркхаузе, Великобритания в качестве подразделения летной подготовки австралийских ВВС. Первоначально подразделение обозначалось как эскадрилья №30 (австралийская учебная) ВВС Великобритании и его целью являлось подготовка пилотов для 2 эскадрильи ВВС Австралии (в те времена 68 эскадрилья (австралийская) ВВС Великобритании) ведущей бои на западном фронте.
Эскадрилья была перемещена 16 июня 1917 года в Шаубури, а 29 июня в Тернхилл. 1 сентября эскадрилья стала частью первого учебного полка (в полк вошли четыре учебно-тренировочных подразделения ВВС Великобритании: 68, 5, 7, 8 эскадрильи). В январе эскадрилья была переименована в 6 эскадрилью ВВС Австралии. 25 февраля эскадрилья была перебазирована в Минчхэмптон. Эскадрилья использовала множество различных моделей учебных самолётов: Bristol Scout D, Sopwith 1½ Strutter, Sopwith Pup, Avro 504, Airco DH.5, Royal Aircraft Factory S.E.5 и Sopwith Camel. Несмотря на то, что большинство этих самолётов на 1918 год сильно устарели и подходили только для начальной летной подготовки, самолёты S.E.5, Sopwith Pups и Sopwith Camels были современными и использовались даже для выполнения боевых задач во Франции.
Шестая эскадрилья, как и другие подразделения первого учебного полка, продолжали проводить лётную подготовку и после войны. Это было необходимо, как для того, чтобы занять персонал во время ожидания транспорта домой в Австралию, так и для усиления ВВС Австралии. Шестая эскадрилья была распущена в марте 1919 года, персонал покинул Минчхэмптон 6 мая этого года.
В 1939 году эскадрилья была воссоздана заново, путём переименования четвёртой эскадрильи (эскадрилья патрульных самолётов) в шестую. Основными самолётами эскадрильи стали Avro Anson, Lockheed Hudson и Bristol Beaufort. Эскадрилья проводила противолодочное патрулирование и наносила авиаудары по надводным и наземным целям в южной части Тихого океана. Эскадрилья была снова расформирована сразу после Второй Мировой Войны.
В 1953 году 23 эскадрилья была переименована в 6 эскадрилью. Во время Холодной войны она занималась переподготовкой пилотов бомбардировщиков. Эскадрилья использовала Avro Lincoln, English Electric Canberra, McDonnell Douglas F-4 Phantom II и General Dynamics F-111C/G Aardvark. В 2011 году эскадрилья полностью перешла на Boeing F/A-18F Super Hornet. В будущем планируется закупка ста Lockheed Martin F-35A Lightning II, однако из-за откладывающихся сроков их поставки и растущей цены истребителя Австралия заказала у США дополнительную партию из 24 истребителей, 12 из которых планируется переоборудовать в самолёты РЭБ EA-18G Growler.

## Галерея

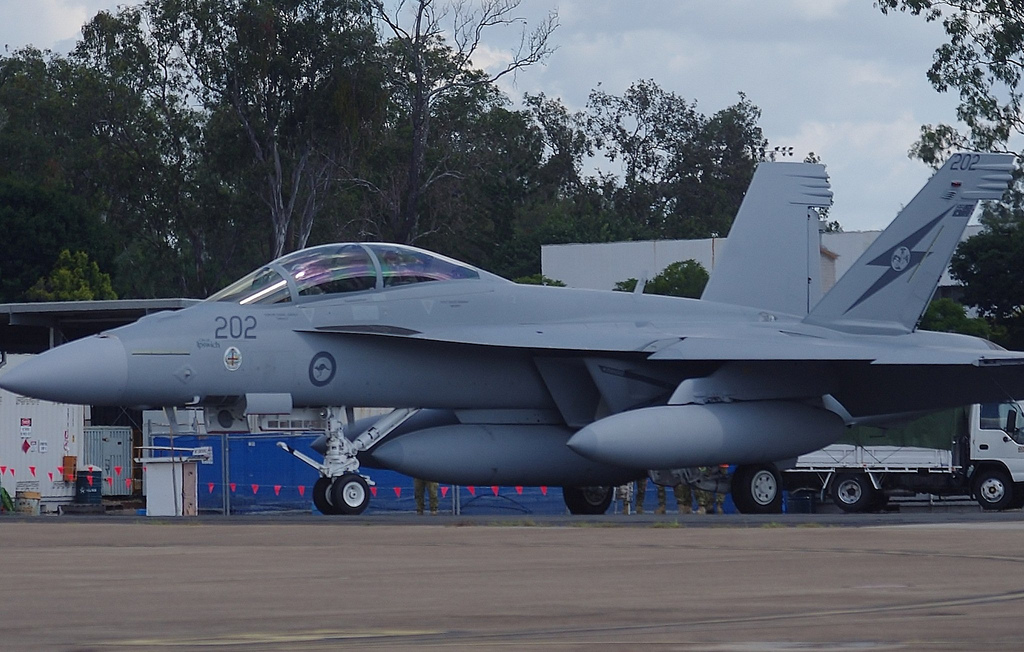
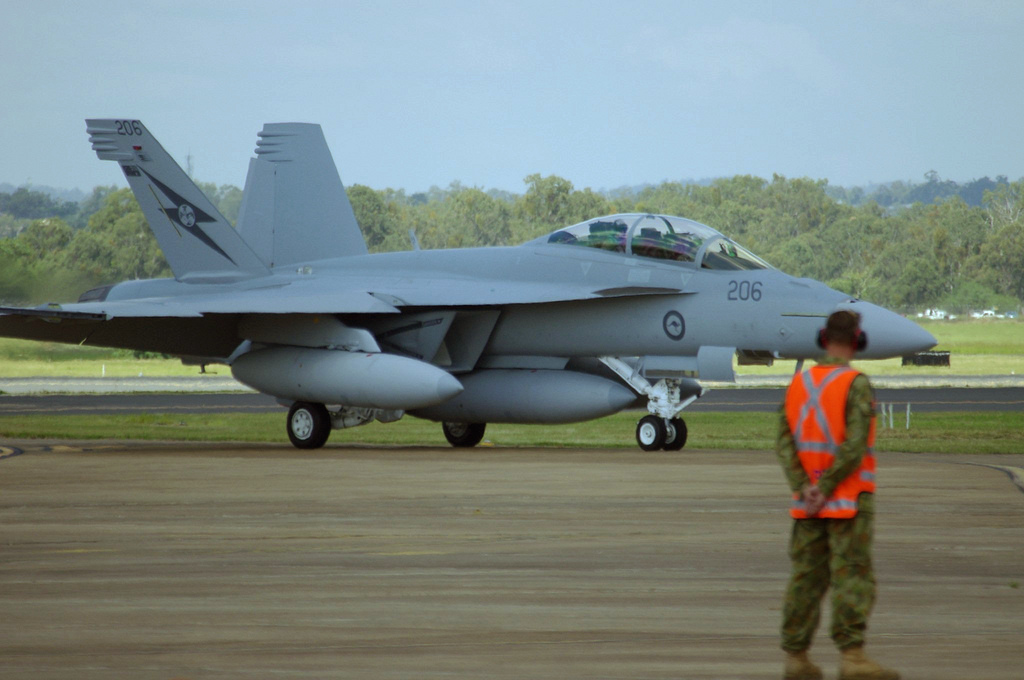
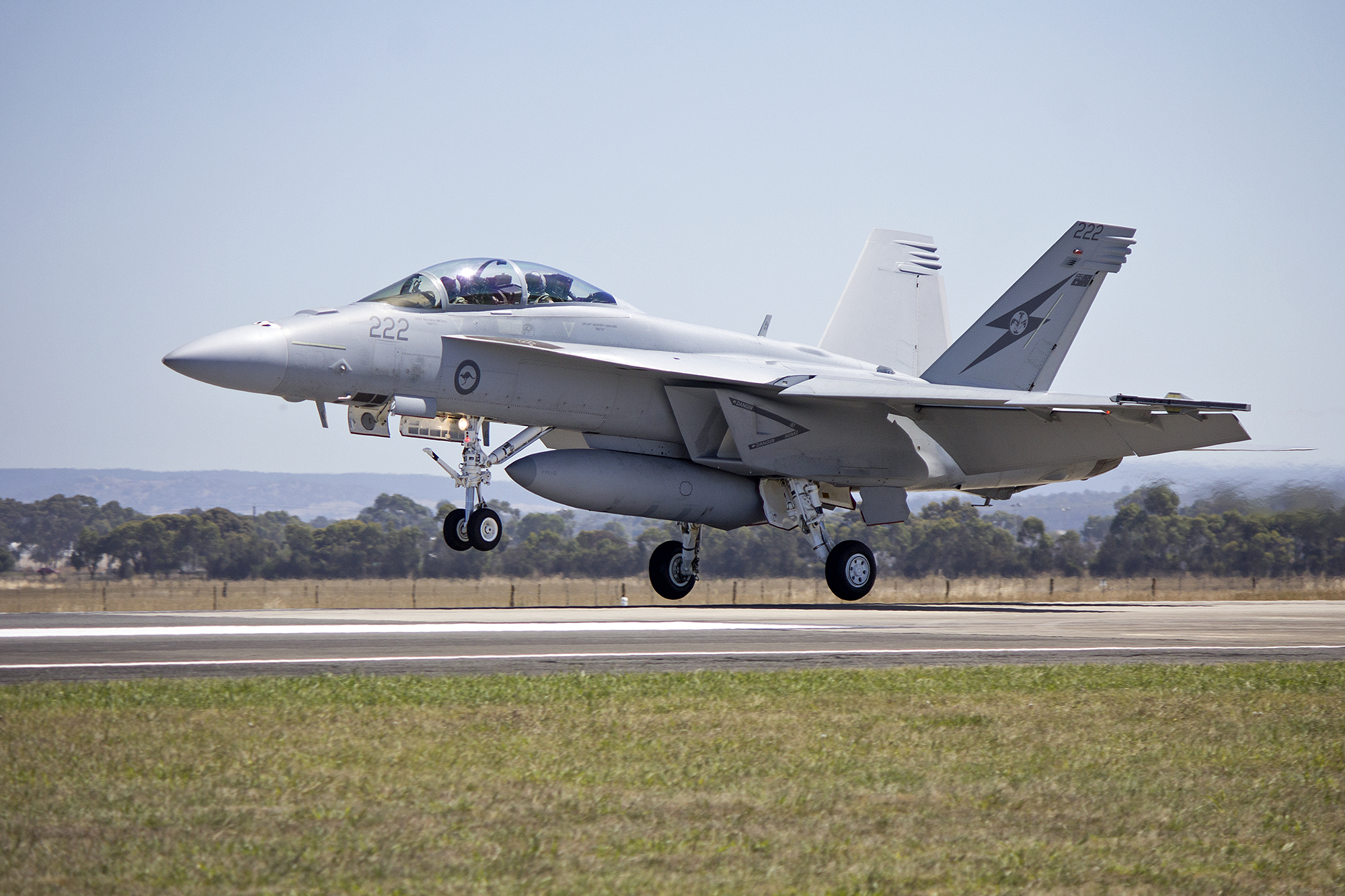

с